# Porro (música)
El porro es un ritmo musical de la Región Caribe colombiana, tradicional de los departamentos de Córdoba, Sucre y Bolívar. Posee un ritmo cadencioso, alegre y fiestero, propicio para el baile en parejas. Se ejecuta en compás de 2/2 o, como se le dice popularmente en América, compás partido. Es una música fiestera popular que generalmente es interpretada por bandas conocidas en Colombia como "Papayeras", también conocidas en el interior de país como "Bandas de Músicos" .

## Historia del porro

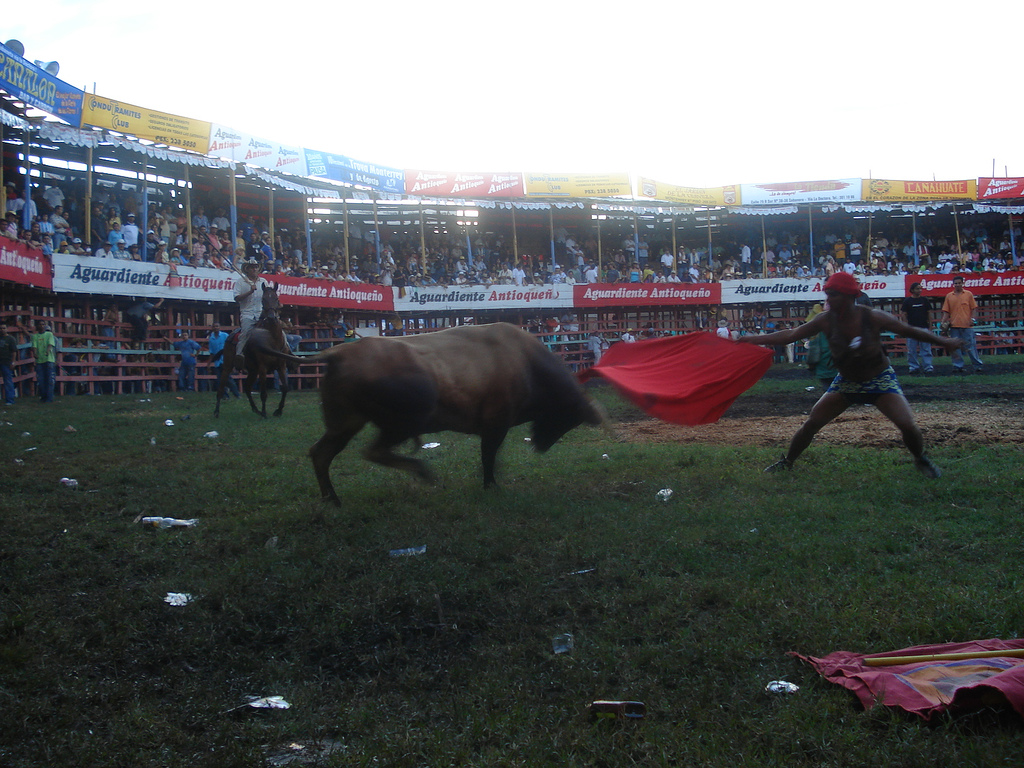
Corraleja en Colombia. Espacios en los que se escuchan gran cantidad de porros.

La teoría de W. Fortich sobre el origen del porro sostiene que nació en la época precolombina, a partir de los grupos gaiteros de origen indígena, luego enriquecido por la rítmica africana. Más tarde evolucionó al ser asimilado por las bandas de viento de carácter militar, que metieron los instrumentos de viento europeos (trompeta, clarinete, trombón, bombardino, tuba) que se utilizan en el siglo XXI. 
Según Guillermo Valencia Salgado, su principal fuente creativa se encuentra en elementos rítmicos de origen africano, principalmente de antiguas tonadas del pueblo Yoruba, que en el Sinú y el San Jorge dieron lugar al surgimiento del “baile cantado”. El porro también se tocó solo con tambores, acompañamiento de palmas y cantado, lo mismo que con gaitas. 
Tratar de asignarle un lugar único de nacimiento en la Caribe Colombiano no ha logrado consenso. Enrique Pérez Arbeláez sostiene que es oriundo de las riveras del Bajo Magdalena donde este nació en Los Montes de María a causa de la inmigrantes Alemanes e Italianos por el mercado del Tabaco en la zona introdujeron en la región el instrumento del Clarinete, de allí migró hacia otras poblaciones de la sabana, hasta llegar al Sinú. También reclaman derechos de paternidad sobre el porro el pueblo de San Pelayo donde actualmente se realiza el Festival Nacional del Porro y Ciénaga de Oro, ambos del departamento de Córdoba.
En cuanto al origen de la voz porro se conocen dos hipótesis principales: la de que proviene del porro, manduco o percutor con que se golpea al tambor o bombo y su acción o porrazo (Valencia Salgado) y la que sostiene que es derivada de un tamborcito llamado porro o perrito con que este se ejecutaba (Aquiles Escalante).
El porro, en su variante orquestada, alcanzó una amplia difusión nacional e internacional en las décadas de 1940 a 1970 gracias a agrupaciones como Lucho Bermúdez, Pacho Galán, Edmundo Arias, Juan Piña, La Sonora Matancera, Billo's Caracas Boys, Los Melódicos, La Sonora Cordobesa, Pedro Laza y sus Pelayeros (que no eran de San Pelayo) entre otras. En esa época el porro entró a las salas de baile de los clubes de Colombia y de varios países latinoamericanos.
En la década de 1990, el porro perdió algo de la popularidad nacional que había adquirido y su influencia actual está circunscrita a zonas geográficas, círculos de aficionados y cultores en diferentes partes de Colombia y el mundo. Aunque siguen siendo muy populares en las fiestas patronales o de pueblo las bandas pelayeras, que tienen entre su repertorio en mayor porcentaje gaitas y porros.  
Prevalecen los dos tipos de agrupaciones que lo interpretan (bandas y orquestas). La mayoría de las bandas se localizan en la Costa Caribe, aunque también existen bandas de otras zonas de Colombia e inclusive de otros países. Entre las bandas más populares se encuentra la 19 de Marzo de Laguneta dirigida por Miguel Emiro Naranjo quien ha interpretado este tipo de folclor colombiano en grandes auditorios de países europeos, así como la formación de más de 300 jóvenes y es el padre de 12 bandas folclóricas.

## Porro “palitia'o” y “tapa'o”
El porro tradicional o campesino se suele clasificar en dos tipos o categorías principales: “tapa'o” y “palitia'o”. 
El “palitia'o”, oriundo de las tierras del Sinú, toma su nombre según la versión más aceptada, por la forma como se golpea con el percutor una tablilla incorporada al aro del bombo o externa a este. Esto ocurre al momento en que el bombo queda en silencio y el clarinete toma el rol protagónico. 
El porro “palitia'o” se encuentra estructurado por cuatro partes o secciones: danza, porro, “bozá”, danza. Las danzas, de cortos compases, dan inicio y fin a la obra como en una especie de anuncio que da entrada y salida al porro propiamente y a sus dos partes principales. 
La sección porro se identifica por estar dominada por el sonido de la trompeta y la “bozá” por ser el momento en que predomina el clarinete, y en que suele suspenderse la percusión del bombo e iniciarse el golpeteo del palo sobre la tablilla (el paliteo). 
Estos elementos característicos del porro “palitia'o” no están presentes siempre en todos lo temas. María Varilla, por ejemplo, que se ha llamado el himno de Córdoba, no posee las danzas de entrada y final. Igualmente El Gavilán Garrapatero, Soy Pelayero y la Mona Carolina carecen de la danza inicial, lo contrario de un Porro “tapa'o” como Roque Guzmán, que cuenta con las danzas a su inicio y final, sin que por ello sea uno “palitia'o”. 
Por su parte el porro “tapa'o” o sabanero por ser originario de las sabanas de los departamentos de Córdoba, Sucre y Bolívar, se llama así por la predominante forma como el ejecutante del bombo tapa con la mano el parche opuesto al que percute, y carece de la sección “bozá”.
Musicólogos como Victoriano Valencia, han identificado otros rasgos como la improvisación, a cargo de cada instrumento o grupo de estos, que se da en las formas viejas del porro, del fandango campesino y también de la puya. Otros rasgos de las nuevas composiciones porristicas destacadas por el mismo Valencia son: estrechamiento de las secciones, ampliación del coro o su supresión y aceleración del ritmo.

## Festivales de porro
- Festival Nacional del Porro : se celebra anualmente entre los días 29 de junio y 3 de julio, en el municipio de San Pelayo (Córdoba) es un festival en el que participan las agrupaciones de viento o bandas tradicionales de todo el país y bandas internacionales invitadas, con desfile de alborada y competencias entre las mismas.
- Festival del Porro de Medellín : se celebra cada año entre los meses de julio y agosto, en el barrio santa rosa de lima (Comuna 13) en este festival participan grupos de gaitas, bandas pelayeras y bailarines de porro. Este evento pretende conservar las raíces de este importante género
- Encuentro Nacional de Bandas : se realiza anualmente en Sincelejo. Proyecta costumbres y destaca la música de bandas folclóricas que interpretan porro y fandango.
- Encuentro Nacional de Bandas de Porro y Clarinetes : durante los días 8 y 16 julio en El Carmen de Bolívar durante la fiesta mayor del Municipio a Honor de la Virgen del Carmen.
- Festival del Porro Cantao :, realizado en San Marcos, en el departamento de Sucre. Desde 1996, por épocas de Semana Santa, tiene lugar en el municipio de San Marcos del Carate el Festival Nacional del Porro Cantao Inédito con Banda, que es heredero de los "bailes cantaos". En él participan las bandas tradicionales, cantantes y compositores de la región Caribe de Colombia.
- Festival Andino del Porro : en Medellín se realiza en el sector del Coco en el barrio Santa Rosa de Lima desde 1993.
- Encuentro de bandas escuela de Manguelito : Realizado en el corregimiento de Manguelito-Cereté desde 2016 Escenario para las nuevas generaciones de músicos de banda Concurso Nacional de Bandas Folclóricas "Ciudad Planeta Rica :", se realiza anualmente en los primeros días del mes de diciembre, auspiciado por la administración municipal y algunas empresas del departamento de Córdoba.
- Festival Nacional De Bandas Folclóricas Ciudad de Barrancabermeja (Santander) : Este festival realizó este año (2018) su XXV versión en el mes de abril y reúne año tras año a las mejores bandas folclóricas del País, interpretando Porro Tapa'o, Porro Palitia'o, Vallenato en Banda y Cumbia Inédita.
- Encuentro Regional de Bandas de La Unión: Evento realizado en el municipio sucreño de La Unión, a partir del 14 de septiembre de cada año en el marco de las fiestas patronales de la localidad, reuniendo a las mejores bandas de viento de la actualidad.